# ソルノキMÁV FC
ソルノキMÁV FC（Szolnoki MÁV FC）は、ハンガリーのヤース・ナジクン・ソルノク県ソルノクをホームタウンとするサッカークラブである。

## 歴史
クラブはMÁV工房チーフ・エンジニアのPapp Dénesの主導で1910年5月11日にソルノキMÁV SE (Szolnoki MÁV SE) として創設された。
1938年にネムゼティ・バイノクシャーグIに初昇格、NB I最初の試合は1938年8月28日に行われたエレクトロモシュ戦でソルノキMÁVが4-1で勝利した。1941年、マジャル・クパ決勝でシャルゴータルヤーニに3-0で勝利して初優勝した。1941-42シーズンにはNB Iでクラブ最高順位の3位になった。
1948年にソルノキ・ヴァシュタシュSE (Szolnoki Vasutas SE)、1949年にソルノキ・ロコモティーヴSE (Szolnoki Lokomotív SE)、1953年にソルノキ・テレクヴェーシュSE (Szolnoki Törekvés SE)、1956年にソルノキMÁV SEに改称された。1979年6月29日にソルノキMÁVと1919年3月15日創設のソルノキMTEが合併してソルノキMÁV MTEとなった。1996年にソルノキMÁV SEに改称、1998年1月1日にソルノキMÁV FC Kft.が運営するサッカークラブとなった。
2009-10シーズンにネムゼティ・バイノクシャーグII・東グループで優勝して62年ぶりにNB Iに復帰したが、1シーズンで降格した。

## 獲得タイトル
- マジャル・クパ：1回
  - 1940-41